# Marta Bastianelli
Pour les articles homonymes, voir Bastianelli.
Marta Bastianelli, née le 30 avril 1987 à Velletri dans la province de Rome dans le Latium, est une coureuse cycliste italienne. Sprinteuse, elle a notamment été championne du monde sur route en 2007, à 20 ans. Elle est positive l'année suivante à un contrôle antidopage. Ses performances deviennent alors plus anonymes. À partir de 2015, elle recommence à obtenir des résultats significatifs. Elle remporte notamment en 2018 Gand-Wevelgem et le championnat d'Europe sur route, puis le Tour des Flandres en 2019.

## Biographie
Marta Bastianelli commence sa carrière dans cette équipe en 2006. En 2007, elle obtient de nombreuses places d'honneur, notamment au championnat d'Europe Espoirs (2e), au Tour de Saint-Marin (2e), au Grand Prix de Plouay (3e) et au Tour des Flandres (8e) . Elle se classe également onzième du Tour d'Italie. Cette saison lui vaut d'être sélectionnée en équipe nationale pour les championnats du monde sur route à Stuttgart. Durant l'épreuve en ligne, elle attaque à 15 kilomètres de l'arrivée et franchit la ligne d'arrivée avec six secondes d'avance sur un premier groupe réglé par la tenante du titre Marianne Vos. Elle est ainsi sacrée championne du monde à 20 ans.
En 2008, elle réalise des prestations similaires : à nouveau huitième du Tour des Flandres, elle finit deuxième de la Flèche wallonne, troisième du championnat d'Europe Espoirs et neuvième du Tour d'Italie. En juillet, à dix jours des Jeux olympiques de Pékin, le contrôle antidopage qu'elle a subi à l'issue du championnat d'Europe espoirs est annoncé positif à la flenfluramine. Elle est donc retirée de l'équipe italienne pour les Jeux olympiques d'été de 2008 et est condamnée à une suspension d'un an par le Comité national olympique italien. Bastianelli fait appel de la sanction auprès du Tribunal Arbitral du Sport. Le TAS ne lui donne pas raison et au contraire prolonge sa suspension à deux ans après l'appel de l'Union Cycliste Internationale, arguant que sa suspension initiale était trop indulgente.
En 2014, elle met sa carrière entre parenthèses pour donner naissance à un petit garçon. 
En 2015, sur la troisième étape de l'Holland Ladies Tour, elle s'échappe avec Lauren Hall et se fait devancer au sprint. Elle prend cependant la tête du classement général.

### 2018
En 2018, elle remporte au sprint l'une de ses plus grandes victoires, avec son succès sur Gand-Wevelgem, l'une des épreuves de l'UCI World Tour féminin.

### 2019
En 2019, au circuit Het Nieuwsblad, elle fait partie de l'attaque de cinq coureuses dans le Molenberg. Elle est encore présente parmi le groupe de tête dans le mur de Grammont. Elle gagne le sprint du peloton derrière Chantal Blaak. Le lendemain, elle gagne l'Omloop van het Hageland au sprint. Aux Strade Bianche, elle confirme sa bonne forme en se trouvant parmi les onze favorites se détachant à dix-sept kilomètres de l'arrivée. Elle finit quatrième,. Elle poursuit sa série de victoires en remportant le Tour de Drenthe, le Tour des Flandres, l'Open de Suède Vårgårda et le Grand Prix Bruno Beghelli. Lors de Gracia Orlová, elle remporte le classement général, le classement par points, le classement de la montagne et deux étapes. Elle juin, elle est sacrée championne d'Italie sur route. 

### 2020
Au printemps 2020, elle remporte le Tour de la Communauté valencienne et est une nouvelle fois deuxième du Circuit Het Nieuwsblad. Le lendemain, elle est deuxième du sprint au Omloop van het Hageland derrière Lorena Wiebes.
Au Grand Prix de Plouay, Marta Bastianelli est deuxième du sprint du peloton, derrière Chiara Consonni, et ainsi quatrième de l'épreuve.

### 2021

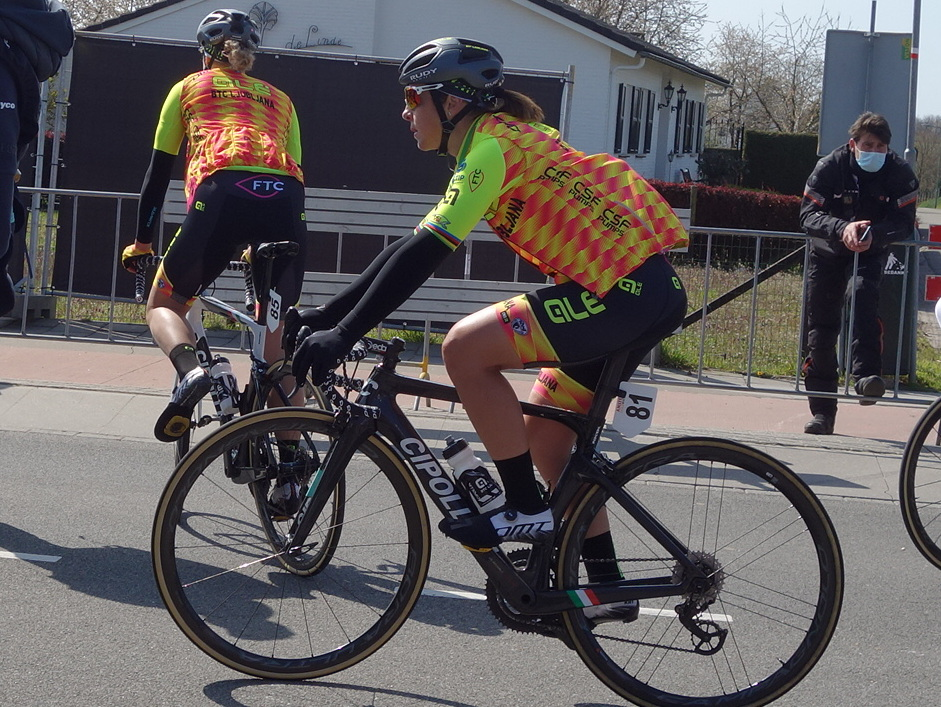
Marta Bastianelli à l'Amstel Gold Race

Au Circuit Het Nieuwsblad, Marta Bastianelli se maintient dans le groupe de tête et prend la sixième place. À Gand-Wevelgem, elle reste dans le groupe de tête et se classe cinquième du sprint final.
Sur la deuxième étape du Tour de Suisse, à vingt kilomètres de l'arrivée, un groupe de neuf coureuses dont Marta Bastianelli sort. Un regroupement a lieu. Au sprint, l'Italienne s'impose.
Au Tour de l'Ardèche, Marta Bastianelli est deuxième du sprint de la première étape. Elle est cinquième du sprint de la troisième étape. Dans le final de la cinquième étape, Marta Bastianelli qui sort pour aller s'imposer seule. À Paris-Roubaix, sur le secteur de Mont-en-Pévèle, le groupe de poursuivante  derrière Lizzie Deignan est composé de : Marianne Vos, Christine Majerus, Lisa Brennauer, Audrey Cordon-Ragot, Marta Bastianelli et Aude Biannic. Marta Bastianelli chasse. Elle prend finalement la cinquième place. Au Women's Tour, la première étape se conclut au sprint. Marta Bastianelli s'impose devant Chloe Hosking.

### 2023
Au Circuit Het Nieuwsblad, Marta Bastianelli est devancée par Lorena Wiebes au sprint et termine l'épreuve à la troisième place. Marta Bastianelli remporte Le Samyn des Dames. Lors de la première étape du Festival Elsy Jacobs, dans la dernière ascension de la côte de Septfontaines, Anouska Koster, Marta Bastianelli, Ally Wollaston et Eleonora Camilla Gasparrini sortent du peloton. Elles se départagent au sprint et Bastianelli se montre la plus rapide. Elle est deuxième le lendemain. Les deux coureuses sont quasiment parfaitement à égalité pour le classement. Ce sont les secondes de bonifications qui donnent l'avantage à Wollaston. Au Tour de Thuringe, Marta Bastianelli est sixième des deuxième et troisième étapes. Elle prend la deuxième place du sprint de la cinquième étape, battue par Lorena Wiebes. Elle conclut le Tour à la douzième place. Elle met un terme à sa carrière à l'issue du Tour d'Italie.

## Palmarès sur route

### Palmarès par année
| - 2004 - Médaillée d'argent du championnat du monde sur route juniors - 2005 - Médaillée de bronze du championnat d'Europe sur route juniors - 3e du championnat d'Italie du contre-la-montre juniors - 2007 - Championne du monde sur route - Médaillée d'argent du championnat d'Europe sur route espoirs - 2e du Tour de Saint-Marin - 3e de Durango-Durango Emakumeen Saria - 3e du Grand Prix de Plouay - 8e du Tour des Flandres - 2008 - 2e de la Flèche wallonne - Médaillée de bronze du championnat d'Europe sur route espoirs - 3e du Tour du lac Majeur - 8e du Trofeo Alfredo Binda-Comune di Cittiglio - 8e du Tour des Flandres - 8e du Tour de Berne - 9e de la Coupe du monde sur route - 2012 - 2e de la Novilon Euregio Cup - 3e du championnat d'Italie sur route - 2013 - 2e étape du Tour du Languedoc-Roussillon - 7e du Tour of Chongming Island World Cup - 2015 - 2e étape du Tour de Toscane féminin-Mémorial Michela Fanini - 7e du Tour de Bochum - 2016 - Omloop van het Hageland - Gran Premio della Liberazione - 2e et 4e étapes du Trophée d'Or - 2e du Grand Prix international de Dottignies - 3e de La Madrid Challenge by La Vuelta - 5e du championnat du monde sur route - 5e du Tour de Drenthe - 2017 - Gran Premio della Liberazione - Grand Prix Bruno Beghelli - 9e étape du Tour d'Italie - 1re étape de l'Emakumeen Euskal Bira - 4e de Gand-Wevelgem - 7e de la course en ligne de l'Open de Suède Vårgårda - 2018 - Championne d'Europe sur route - 2e étape de la Setmana Ciclista Valenciana - Gand-Wevelgem - Grand Prix international de Dottignies - Flèche brabançonne - Trofee Maarten Wynants - 3e étape du BeNe Ladies Tour - 1re étape du Tour de Toscane féminin-Mémorial Michela Fanini - 2e du Grand Prix Bruno Beghelli - 4e du Tour de Drenthe - 2019 - Championne d'Italie sur route - Tour de Drenthe - Omloop van het Hageland - Tour des Flandres - Gracia Orlová : - Classement général - 1re et 3e étapes - 2e étape du Tour de Thuringe - Course en ligne de l'Open de Suède Vårgårda - 5e étape du Tour de l'Ardèche - Grand Prix Bruno Beghelli - 2e du Circuit Het Nieuwsblad - 2e d'À travers les Flandres - 3e du Drentse Acht van Westerveld - 4e des Strade Bianche - 4e de Gand-Wevelgem - 7e du championnat du monde sur route - 7e des Trois Jours de La Panne - 7e du Tour de Norvège - 8e de l'Amstel Gold Race | - 2020 - Tour de la Communauté valencienne - 2e du Circuit Het Nieuwsblad - 2e du Omloop van het Hageland - 4e du Grand Prix de Plouay - 10e des Strade Bianche - 2021 - 2e étape du Tour de Suisse - La Périgord Ladies - 5e étape du Tour cycliste féminin international de l'Ardèche - 1re étape du Women's Tour - 2e de La Picto-Charentaise - 5e de Gand-Wevelgem - 5e de Paris-Roubaix - 9e du Simac Ladies Tour - 2022 - Vuelta CV Feminas - 4e étape de la Setmana Ciclista Valenciana - Omloop van het Hageland - Festival Elsy Jacobs : - Classement général - 1re étape - 1re et 2e étapes du Bretagne Ladies Tour - 3e de Nokere Koerse voor Dames - 3e de la Classic Bruges-La Panne - 5e du Tour de Drenthe - 6e de Gand-Wevelgem - 6e de la RideLondon-Classique - 10e du Tour des Flandres - 2023 - Le Samyn des Dames - 1re étape du Festival Elsy Jacobs - 2e du Omloop van het Hageland - 2e du Festival Elsy Jacobs - 3e du Circuit Het Nieuwsblad - 3e de Nokere Koerse voor Dames - 6e de Gand-Wevelgem |

### Résultats sur les grands tours

#### Tour d'Italie
11 participations
- 2008 : 9e[27]
- 2011 : 77e
- 2012 : 53e
- 2013 : 70e
- 2015 : 58e
- 2016 : 79e
- 2017 : 81e, vainqueure de la 9e étape
- 2018 : non partante (9e étape)
- 2021 : 45e
- 2022 : 40e
- 2023 : 59e

#### Tour de France
1 participation :
- 2022 : 61e

### Classements mondiaux
| Année                                 | 2006 | 2007 | 2008 | 2009 | 2010 | 2011 | 2012 | 2013 | 2014 | 2015 | 2016 | 2017 | 2018 | 2019 | 2020 | 2021 | 2022 | 2023 |
| ------------------------------------- | ---- | ---- | ---- | ---- | ---- | ---- | ---- | ---- | ---- | ---- | ---- | ---- | ---- | ---- | ---- | ---- | ---- | ---- |
| Classement UCI                        | 170e | 12e  | 37e  | nc   | 120e | 150e | 74e  | 67e  | nc   | 76e  | 16e  | 33e  | 10e  | 4e   | 21e  | 25e  | 15e  | 31e  |
| Coupe du monde                        | nc   | nc   | 9e   | nc   | nc   | nc   | nc   | nc   | nc   | nc   |      |      |      |      |      |      |      |      |
| UCI World Tour                        |      |      |      |      |      |      |      |      |      |      | 16e  | 30e  | 18e  | 6e   | 27e  | 24e  | 19e  | 54e  |
|                                       |      |      |      |      |      |      |      |      |      |      |      |      |      |      |      |      |      |      |
| Légende : nc = non classéSource : UCI |      |      |      |      |      |      |      |      |      |      |      |      |      |      |      |      |      |      |

## Palmarès sur piste

### Championnats d'Italie
| - 2004 - 2e de la course aux points juniors - 3e de la poursuite juniors - 2010 - Championne d'Italie de poursuite par équipes (avec Tatiana Guderzo et Monia Baccaille) - 3e de la poursuite | - 2012 - 3e de la poursuite par équipes - 2014 - 3e du keirin - 3e de la vitesse par équipes |

## Distinctions
- Oscar TuttoBici des juniors : 2004 et 2005
- Oscar TuttoBici : 2018 et 2019